# ポサーダス (アルゼンチン)
ポサーダス（あるいはポサダス）（Posadas）は、アルゼンチンの都市。人口は32万3739人（2010年）。ミシオネス州の州都で、州の南部に位置し、パラナ川の東岸に位置する。パラナ川をはさんで対岸にパラグアイのエンカルナシオンと接する。ポサーダスは州の政治経済文化の中心地であり、家具、タバコ、食品、繊維などの工業と地域の中心としての商業がこの町の主産業である。対岸のエンカルナシオンとはサン・ロケ・ゴンサーレス・デ・サンタクルス橋で結ばれている。かつて経済的に重要な位置を占めていた港は、現在では旅客船や砂の輸送船、スポーツ用の船に使用されている。国道12号線がここを通り、首都ブエノスアイレスからは1300km離れている。町から7kmはなれたところにヘネラル・ホセ・デ・サン・マルティン空港があり、ブエノスアイレスに定期便が就航している。
Father Roque González de Santa Cruzが1615年3月25日にAnunciación de Itapúaと呼ばれる街をポサーダスの位置に建設したが、10年後に町はパラナ川の対岸、現在のエンカルナシオンの位置に移動した。ただし最初の入植地は完全には放棄されず、1628年にはサン・ホセと改名された上で再び入植された。1867年、三国同盟戦争中にブラジル軍はここに軍事基地をおいた。戦後、パラグアイがこの地域の領有権を放棄し、1879年にはアルゼンチン連合の大統領であったGervasio Antonio de Posadasにちなんでポサーダスと改名された。1881年12月22日、ポサーダスはミシオネス連合からコリエンテス州へと移管され、1884年7月30日、ポサーダスはミシオネス州に復帰しその州都となった。1973年にはミシオネス国立大学が設立され、1990年にはサン・ロケ・ゴンサーレス・デ・サンタクルス橋が開通してエンカルナシオンとの結びつきが強化された。

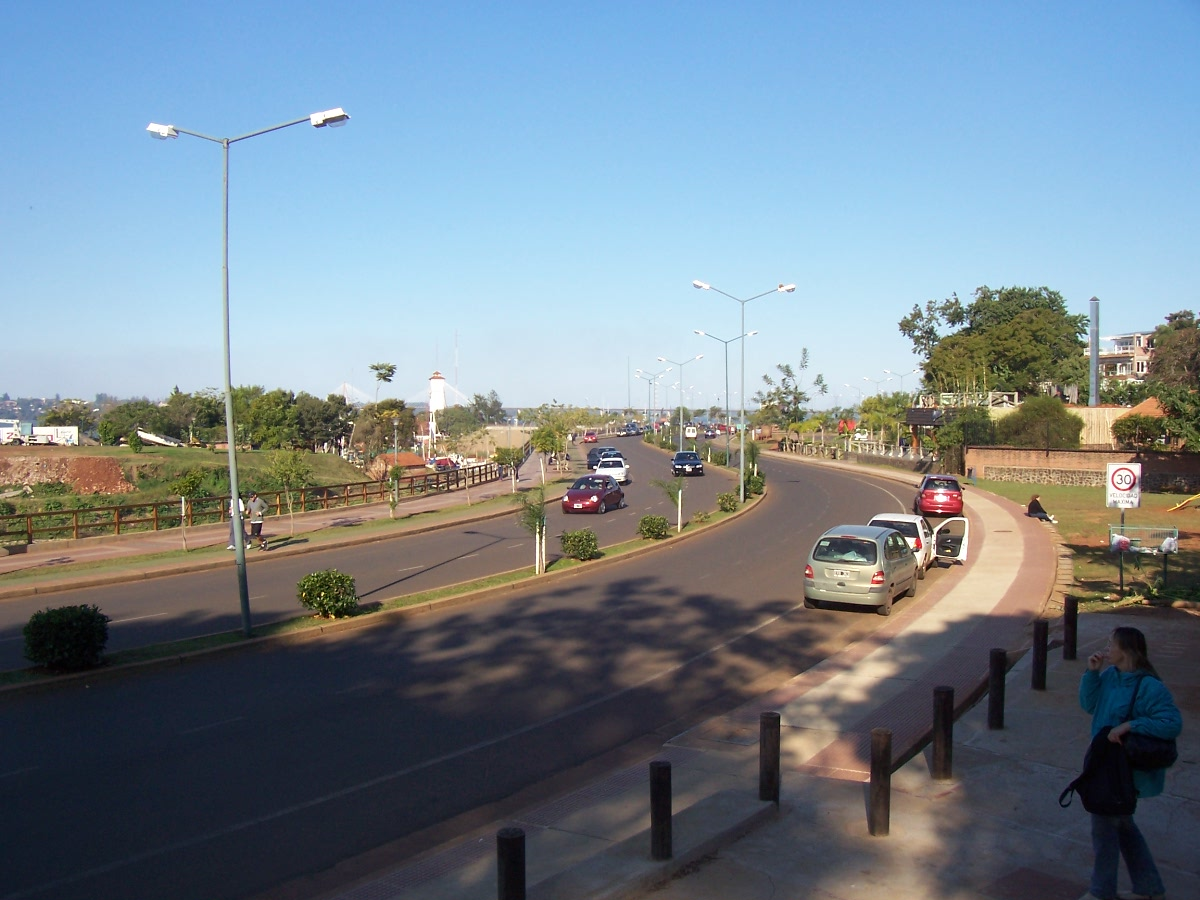
ポサーダス河岸道路

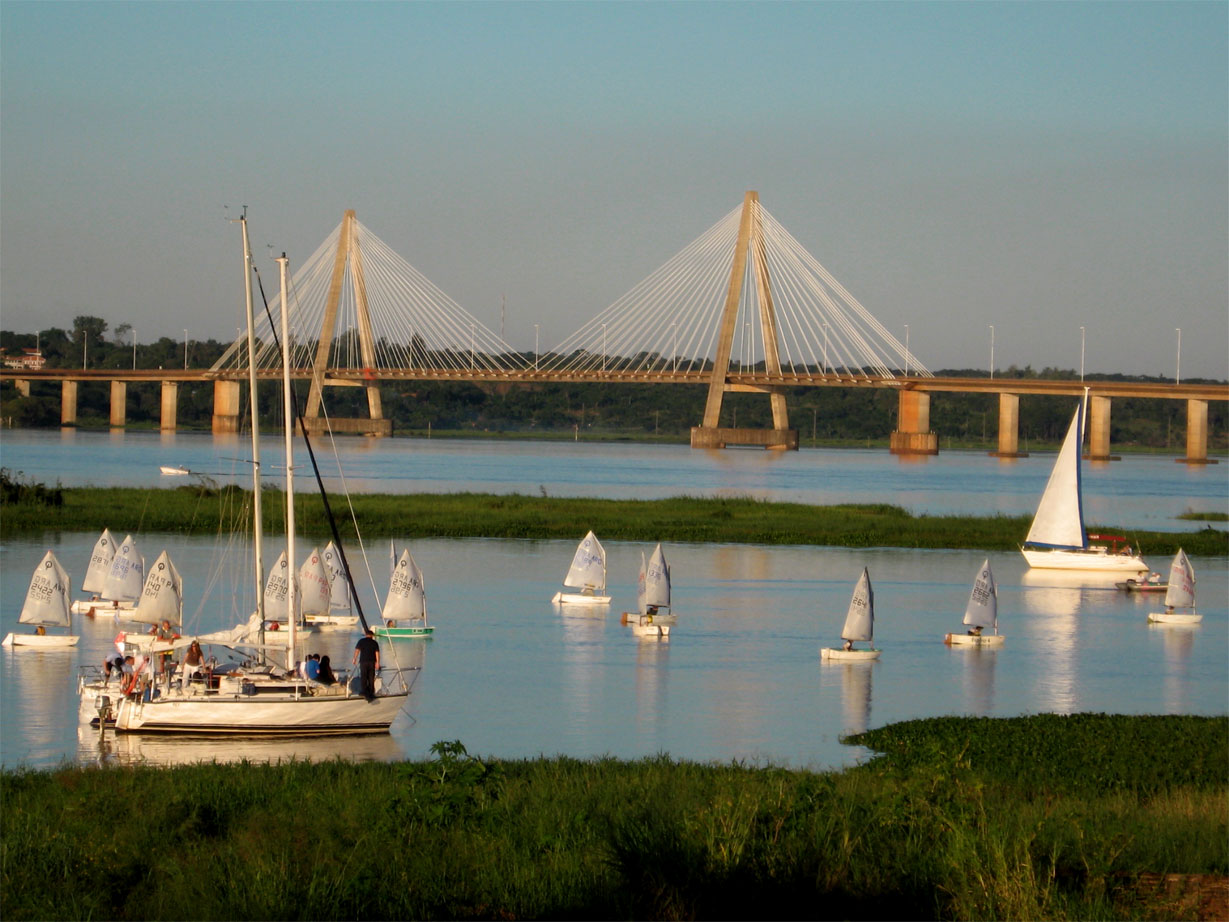
エンカルナシオンへと続くサン・ロケ橋

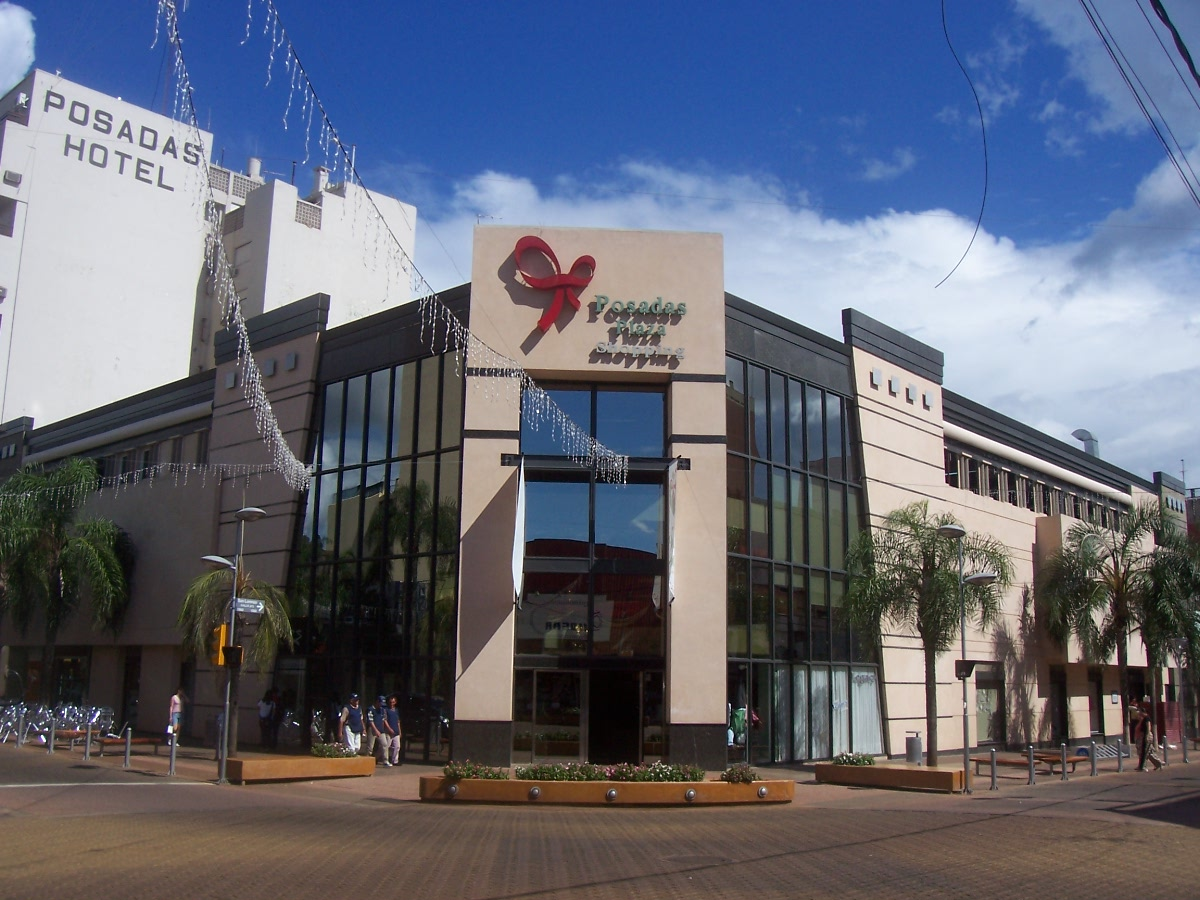
ポサーダス・プラザ・ショッピング・センター